# Apple IIe Card

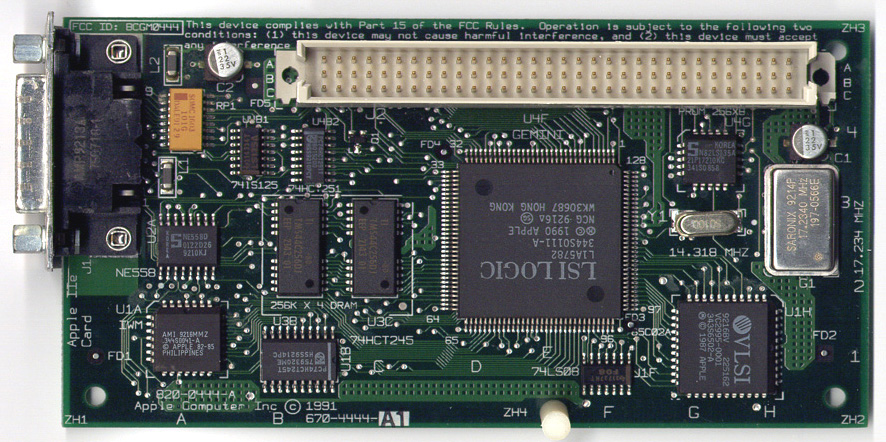
PDS Apple IIe Card : CPU 65C02, Mega II, IWM, 256 KB RAM

De Apple IIe Card (Apple Computer part #820-0444-A) was de kleinste Apple II-"computer" ooit ontworpen. Hij werd uitgebracht in 1990 en werkte hoofdzakelijk op de LC-reeks van Apple Macintosh-computers. De kaart maakte mogelijk dat Macintosh LC's software, ontworpen voor Apple II-computers (uitgezonderd de Apple IIgs), uitvoerde. Apple richtte zich met het uitbrengen van de kaart op Apples heel dominante educatieve markt, waar ze probeerden klassen gebaseerd op Apple II, met duizenden educatieve softwaretitels, te doen overschakelen op Macintosh. De kaart was Apples eerste poging om de lange Apple II-lijn af te bouwen, maar tot op vandaag kan je soms nog steeds Apple II's in gebruik vinden. Zoals de Apple IIe zelf, gebruikte de Apple IIe Card een onboard-65C02-CPU. De CPU is via software configureerbaar om op Apple II's standaard 1MHz-snelheid of op een versnelde 2 MHz te draaien.

## Mogelijkheden
De Apple IIe Card emuleert veel van de uitbreidingskaarten en randapparaten die men zou installeren in een lege Apple IIe, door het gebruik van de hardware van de Macintoshgastheer, zoals: 1,44MB-3,5"-SuperDrive, muis, 1 MB RAM, 80 kolommen tekst en grafische monochrome of kleurendisplay, klok, numeriek keypad, seriële printer en modem-poorten, SCSI-hardeschijf en AppleShare-bestandsserver. Met een bijgeleverde "Y-kabel" kan men tot twee externe 140kB-5,25"-diskettestations, een 800kB-3,5"-Unidisk en een joystick of een paddle aansluiten voor gebruik met de hardgecodeerde Apple IIe emulator. Een 800kB-3,5"-Platinum of 1,44MB-SuperDrive werkt niet wanneer hij via de Y-kabel wordt bevestigd.

## Systeemcompatibiliteit
De kaart plugt in het PDS-slot van veel van de LC-reeks Macintoshes, maar niet alle modellen en combinaties van systeemsoftware worden ondersteund. Apples Tech Info Library-artikel #8458 somt de volgende modellen op als IIe Card-compatibel: LC, Color Classic, LC II, LC III, LC 475, LC 520, LC 550, LC 575, Quadra 605, Performa 4XX, Performa 55X, Performa 56X, Performa 57X, hoewel er meer modellen kunnen zijn die compatibel zijn met de Apple IIe Card. Macs die een LC-compatibel PDS-slot hebben én die 24 bits-geheugenadressering ondersteunen kunnen de kaart gebruiken. System 7.0 tot System 7.5.5 ondersteunen zowel 24 als 32 bitsadressering op de gepaste Macintoshmodellen, vanaf System 7.6 ondersteunt Macintoshsysteemsoftware geen 24 bitsadressering. Om 24 bitsadressering mogelijk te maken, wordt het Macintosh Memory-controlepaneel gebruikt.